# Ваља Петриј (Мехединци)
Ваља Петриј (рум. Valea Petrii) насеље је у Румунији у округу Мехединци у општини Гречи. Oпштина се налази на надморској висини од 248 m.

## Становништво
Према подацима из 2002. године у насељу је живело 53 становника, од којих су сви румунске националности.